# Uwe Haacke
Uwe Haacke (* vor 1953) ist ein deutscher Hörspielregisseur. Ab den 1950er-Jahren war er als Hörspielregisseur tätig. Bis 1990 war er an mehr als 200 Produktionen beteiligt.

## Hörspiele (Auswahl)
- 1957: Alex Wedding: Das große Abenteuer des Kaspar Schmeck
- 1964: Rolf Schneider: Ankunft in Weilstedt
- 1965: Anna Elisabeth Wiede Bearbeiterin nach Hans Jakob Christoffel von Grimmelshausen: Der abenteuerliche Simplicissimus (Kinderhörspiel – Rundfunk der DDR)
- 1967: Klaus Beuchler: Alltag eines Arztes
- 1967: Brüder Grimm: Die weiße Schlange
- 1970: Hans Weber: Reise zu Oxana (Kinderhörspiel – Rundfunk der DDR)
- 1972: William Shakespeare: Perikles
- 1978: Heiner Rank: Begegnung mit einer Fledermaus (Hörspiel – Rundfunk der DDR)
- 1980: Barbara Honigmann: Das singende springende Löweneckerchen (Kinderhörspiel – Rundfunk der DDR)
- 1981: Jörg-Michael Koerbl: Der Kaiser weint (Original-Hörspiel, Kinderhörspiel – Rundfunk der DDR)
- 1983: Hans Christian Andersen: Die Schneekönigin
- 1983: Werner Heiduczek: Jana und der kleine Stern
- 1984: Gisela Pankratz Bearbeiterin nach Oscar Wilde: Klein Hans und der starke Hugo (Kinderhörspiel – Rundfunk der DDR)
- 1985: Jacob Grimm/Wilhelm Grimm: Zaunkönig (Kinderhörspiel – Rundfunk der DDR)
- 1985: Klaus Mehler: Quadrippel und Quadrappel (Kinderhörspiel aus der Reihe: Geschichten aus dem Hut (2 Teile) – Rundfunk der DDR)
- 1985: Vaclav Cibulka: Der Golem (Kinderhörspiel – Rundfunk der DDR)
- 1986: Armenisches Volksmärchen: Anahit (Kinderhörspiel – Rundfunk der DDR)
- 1986: Stephan Göritz: Das sprechende Bild
- 1988: André Nitzschke: Hugo Wassertropfen (Kinderhörspiel – Rundfunk der DDR)
- 1989: Joachim Wiesigel Der Sonneberger Reiter
- 1989: Kristina Handke: Wie Peiti den Habicht besiegte (Kinderhörspiel – Rundfunk der DDR)
- 1990: Ernst Moritz Arndt: Das Kater-Katzen-Märchen

## Auszeichnungen
- 1961: 1. Preis der Pionierorganisation Ernst Thälmann für Pferdejunge Krischan als bestes Kinderhörspiel 1960[1]
- 1971: Kunstpreis der DDR (zusammen mit Helga Pfaff, Marita Hähnel, Bodo Schulenburg)